# 哈尔滨战役
1946年哈尔滨战役，是中国共产党领导的军队第一次攻克哈尔滨之战。时间为1946年4月28日。

## 战前背景
1945年日本战败投降后，李兆麟率领抗联小组进驻哈尔滨市。8月20日，苏联红军解放哈尔滨，并在全市实行了军事管制。1945年10月17日，东北局派遣钟子云、王建中、于林、刘铁男夫妇、何延川夫妇等20余人抵达哈尔滨，组建滨江省工委，钟子云任书记，委员有李兆麟、张罗、张观等，管辖哈尔滨市和滨江省的全部。1945年11月2日，北满分局成立。11月16日，陈云、张秀山抵哈尔滨，成立松江省工委、松江军区、哈尔滨市委，决定钟子云任哈尔滨市委书记，杨维任副书记兼组织部长；卢冬生任松江军区司令员、张秀山任军区政委。陈龙任北满分局社会部长兼黑吉（北满）军区政治部保卫部部长，陈泊任松江省委社会部长，毛诚任哈尔滨市委社会部长。11月17日21时苏联驻军当局（苏联远东第一集团军军事委员会委员斯莫利科夫少将）通知中共驻哈市党、政、军在11月22日前退出市区，哈尔滨将移交给中国国民党。11月20日陈云主持决定北满分局、松江省的机关撤到宾县，部队部署在哈尔滨外围，李兆麟领导中苏友协留在哈尔滨市坚持公开斗争。1946年3月9日李兆麟被暗杀。
1946年3月下旬，苏军开始自南向北陆续撤军回国，国军从沈阳向北进攻四平的背景下，中央与毛泽东连续给东北局发电报，指示要“全力控制长、哈两市及中东（铁路）全线”“如果允许，即令周保中部担负占领任务”。

### 守方
- 松江省主席关吉玉
- 哈尔滨市市长杨绰庵
- 哈尔滨市警察局长余秀豪
- 东北行营参谋长董彦平
- 哈尔滨卫戍司令官

指挥正规军、护路军、警察和形形色色地下军、先遣军，共有5 000余人

### 攻方
1946年4月初北满分局在宾县以359旅司令部、政治部为基础成立"解放哈尔滨临时指挥部"，黑吉军区参谋长李天佑任正指挥，359旅旅长刘转连任副指挥。359旅及松江部队共1.2万多人。指挥部设在平房附近。
- 松江军区：5个团（辖第一、第二、第三、第七、第八团（朝鲜义勇军第三支队））、1个炮团
  - 第七团：占领火车站、国际饭店、霁虹桥、松花江桥等重要军事目标
- 359旅：717团、718团、719团、炮兵营、骑兵大队、特务团，共计7000余人集结于宾县。
  - 七一七团、炮兵营、骑兵大队等主要兵力配备在哈市南面的王岗，一七四高地、双榆树和平房以北的地段上，主攻方向指向南岗，炮兵营随七一七团展开，占领发射阵地，骑兵大队保卫车站、桥梁和追剿外逃的敌人
  - 七一九团配备在哈市东面的王乡屯、靠河寨之间，攻占道外
  - 特务团配备在哈市西南的陈家岗、王岗车站附近，主要负责道里
  - 七一八团在平房附近作为预备队。
- 东北民主联军直属山东第七师第19团
- 北安军区警备第3旅1300人在松花江北岸的松浦集结

### 经过
哈尔滨市10个市区，民主联军已进驻7个区。1946年4月27日，国民党方面松江省党政当局大员随最后一批苏军部队撤离哈尔滨南岗、道里、道外3个区，经海参崴转道赴上海。
4月28日凌晨5时，解放哈尔滨临时指挥部命令各部进占各预定目标。

## 结局
1946年5月3日，哈尔滨市政府成立，刘成栋任市长。设社会局、卫生局、工务局、财政局、教育局、公安局、秘书处。